# Вершков Іван Васильович
Іван Васильович Вершков  (нар. 13 жовтня 1938  СРСР) — радянський військовик, генерал-лейтенант.

## Життєпис
Закінчив: Вольський військове авіаційно-технічне училище (1960 р.), Ленінградську військову інженерну академію ім. А. Ф. Можайського (1969 р. заочно), Військову академію Генерального штабу ЗС СРСР (1982 р.).
У Ракетних військах стратегічного призначення з вересня 1960 р. Служив на посадах: начальник складу спецпалива ракетного дивізіону, старший технік-оператор, начальник відділення, заступник командира, командир батареї, начальник штабу дивізіону, начальник військової школи молодших спеціалістів, командир дивізіону, заступник командира полку, командир полку 35-ї ракетної дивізії, заступник командира 44-ї ракетної дивізії.
У липні 1982 року після закінчення Військової академії Генерального штабу полковник Вершков І. В. призначається командиром 50-ї ракетної дивізії.
У бойовий склад дивізії в жовтні 1984 р. увійшов п'ятий ракетний полк, а точніше, 60-й окремий ракетний полк, який дислокувався в с. Пултівці Вінницькій області (передмістя м. Вінниці). Місце дислокації полку було визначено в с. Висока Піч Житомирської області. На озброєнні дивізії знаходилися ракети Р-12.
У січні 1983 р. дивізія пройшла перевірку стану бойової готовності командувачем 43-ї ракетної армії. Оцінка «добре».
З 27 лютого 1984 р. 50-та ракетна дивізія знімається з бойового чергування, а ракети Р-12, наземне обладнання, спеціальна техніка ракетного комплексу здаються на арсенали Ракетних військ. Дивізія починає переозброюватися на новий рухомий ґрунтовий ракетний комплекс «Піонер»: обладнуються місця дислокації п'яти ракетних полків, особовий склад полків і дивізіонів переучується на нову ракетну техніку. Процес перенавчання проводиться як на 4 Державному центральному полігоні Міністерства оборони СРСР, так і на місці — в навчальних класах дивізії, але йде складно і повільно. Ракетні полки були переформовані на нову організаційно-штатну структуру. До грудня 1984 року заново були сформовані: технічна ракетна база, окремий інженерно-саперний батальйон, окрема вертолітна ескадрилья і інші підрозділи бойового і тилового забезпечення.
У 1985 р. дивізія була нагороджена орденом Червоного Прапора і спеціальним орденом «За великі заслуги в збройному захисті соціалістичної Батьківщини, успіхи в бойовій і політичній підготовці і в зв'язку з 40-річчям Перемоги радянського народу у Великій Вітчизняній війні 1941—1945 років».
30 червня 1985 р. дивізія приступила до несення бойового чергування в складі одного з ракетних полків, РТБ, ТРБ і вузла зв'язку дивізії. Решта полки заступили на чергування до липня-серпня 1985 року, а в середині вересня 1985 року всі пускові установки ракетного комплексу «Піонер» знімаються з бойового чергування і під посиленою охороною варт відправляються в арсенал «Лісова».
Це несподіване і незрозуміле рішення пов'язувалося з актом доброї волі Радянського уряду перед поїздкою Генерального секретаря ЦК КПРС М. С. Горбачова на нараду в Париж.
У вересні 1985 року генерал-майор І. В. Вершкове призначається першим заступником командувача 27-ї гвардійської ракетної армії, а в січні 1989 року — командувачем 27-ї ракетної армії.
Звільнено з кадрів Радянської Армії в запас і спрямований на облік в Ленінський районний комісаріат м. Владимира.